# Mir Bacha Kot (distrikt)
Mir Bacha Kot är ett distrikt i Afghanistan. Det ligger i provinsen Kabul, i den nordöstra delen av landet, 23 kilometer norr om huvudstaden Kabul. Administrativ huvudort är Mir Bacha Kot.
Distriktet beräknades år 2022 ha cirka 61 000 invånare.